# Plasmasfera

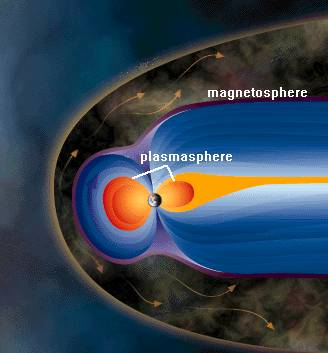
Esfera de la plasmasfera.

La plasmasfera, o magnetosfera interna, es una región de la magnetósfera de la Tierra compuesta por plasma de baja temperatura (T= 6.000 a 35.000 K, electrones y principalmente protones (H+)). Está ubicada encima de la ionosfera. El límite externo de la plasmasfera es conocido como plasmapausa, que es el lugar donde hay una bajada acentuada de plasma. La plasmasfera fue descubierta en 1963 por Don Carpenter mientras analizaba datos de ondas de silbido VLF. Tradicionalmente, la plasmasfera se ha considerado como un plasma frío positivo con movimiento de partículas dominado por completo por el campo geomagnético y por lo tanto corotándose con la Tierra.
En el año 2014, durante las observaciones de los satélites de la misión THEMIS demostraron que pueden formarse irregularidades en la densidad, como penachos o mordidas. También se ha demostrado que la plasmasfera no siempre gira conjuntamente con la Tierra. El plasma de la magnetosfera tiene muchos niveles diferentes de temperatura y concentración. El plasma más frío de la magnetosfera se encuentra con mayor frecuencia en la plasmasfera, una región en forma de rosquilla que rodea la Tierra. El plasma de la plasmasfera se puede detectar a través de la magnetosfera porque está siendo afectado por el campo eléctrico y magnético. Los datos recopilados por las sondas gemelas de Van Allen muestran que la plasmasfera también limita los electrones ultrarelativistas altamente energéticos de origen cósmico y solar a alcanzar órbitas terrestres bajas y la superficie del planeta.